# 内蒙古荸荠
内蒙古荸荠（学名：Heleocharis intersita f. acetosa）为莎草科荸荠属中间型荸荠下的一个变型。